# 伊特河 (因德河支流)
50°43′34″N 6°11′14″E / 50.72611°N 6.1873°E

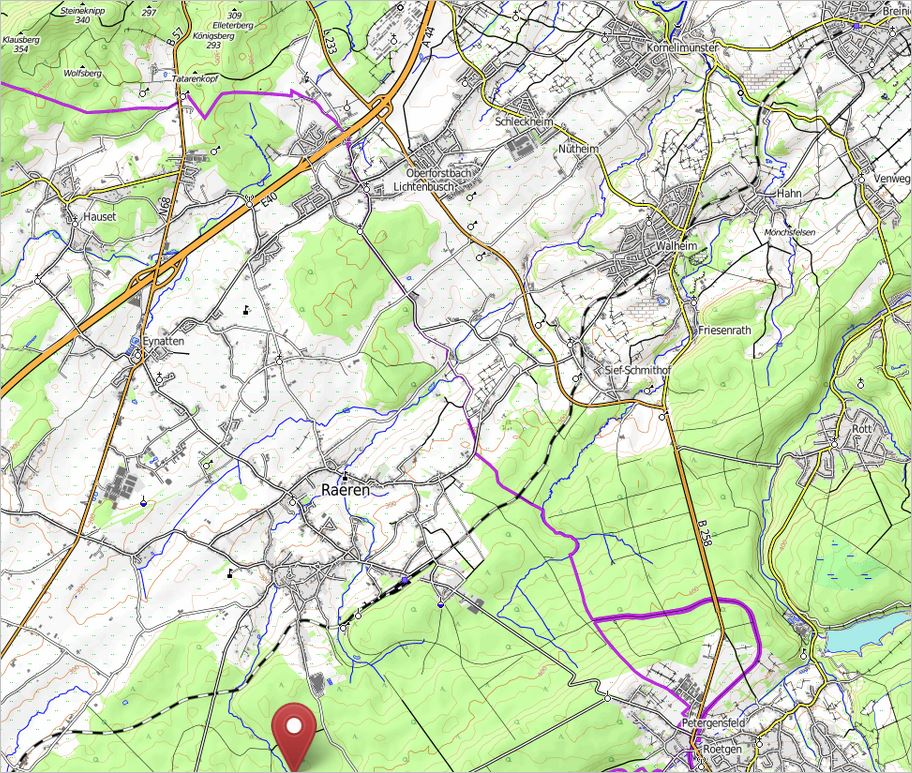

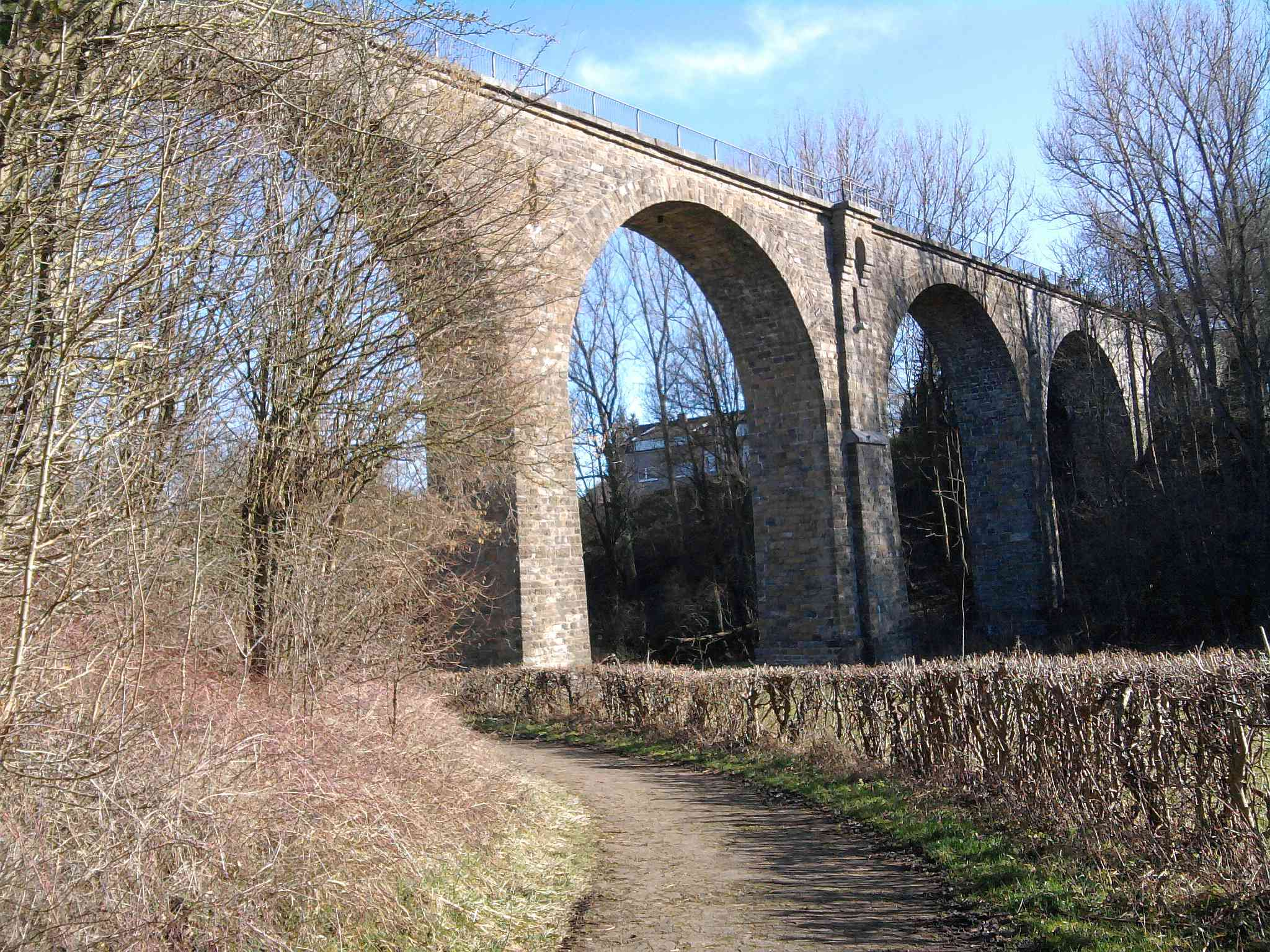

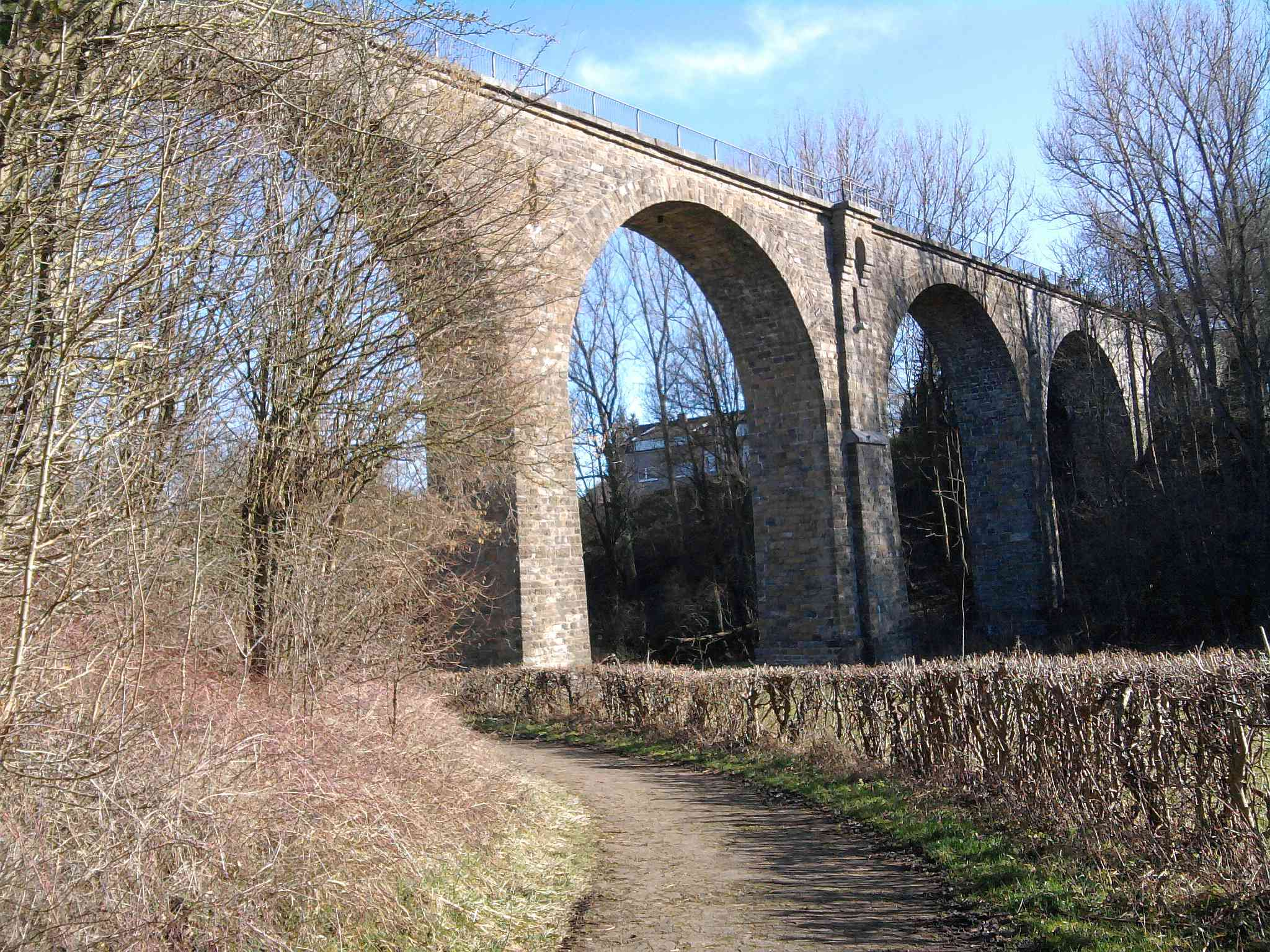

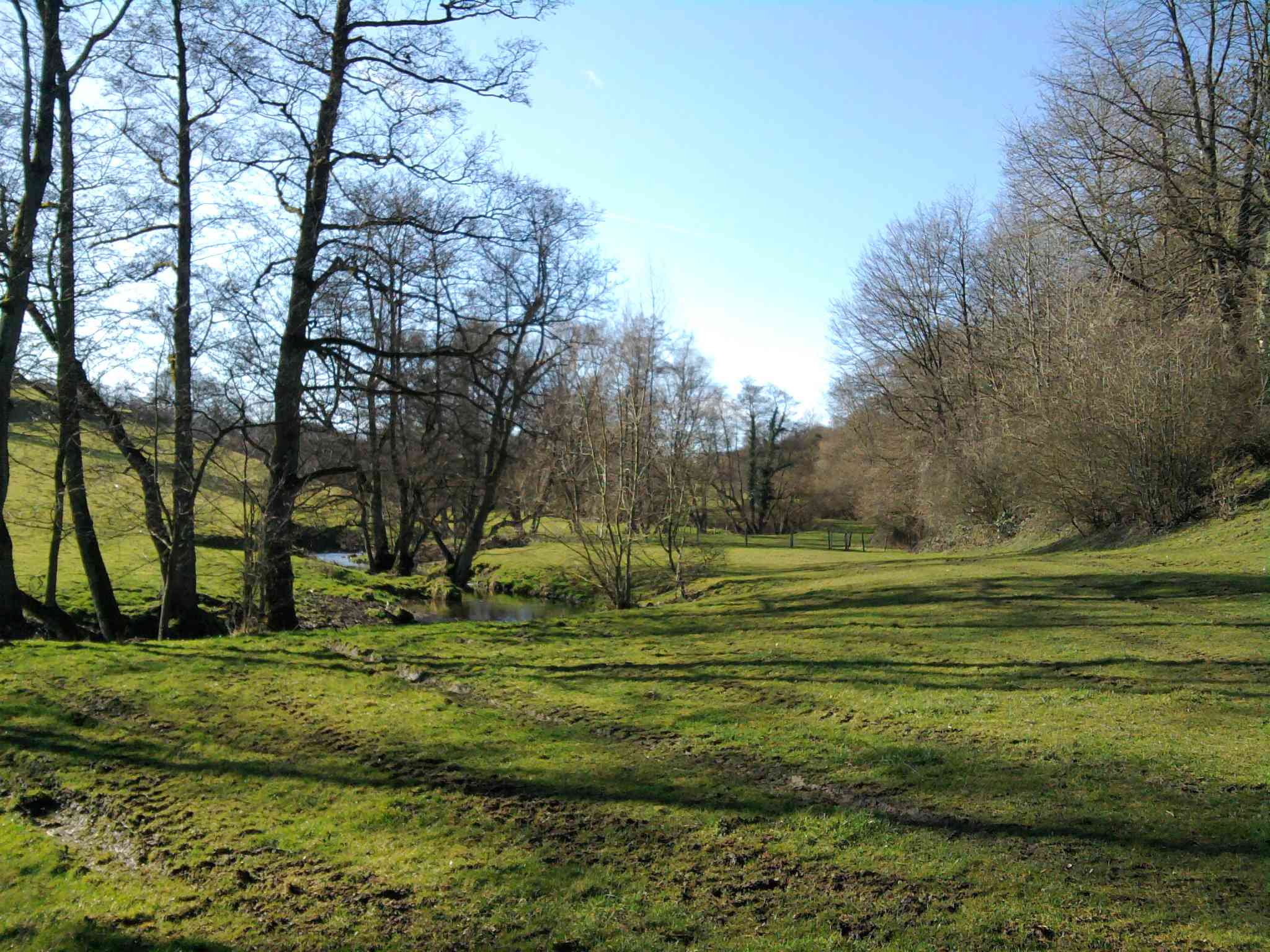

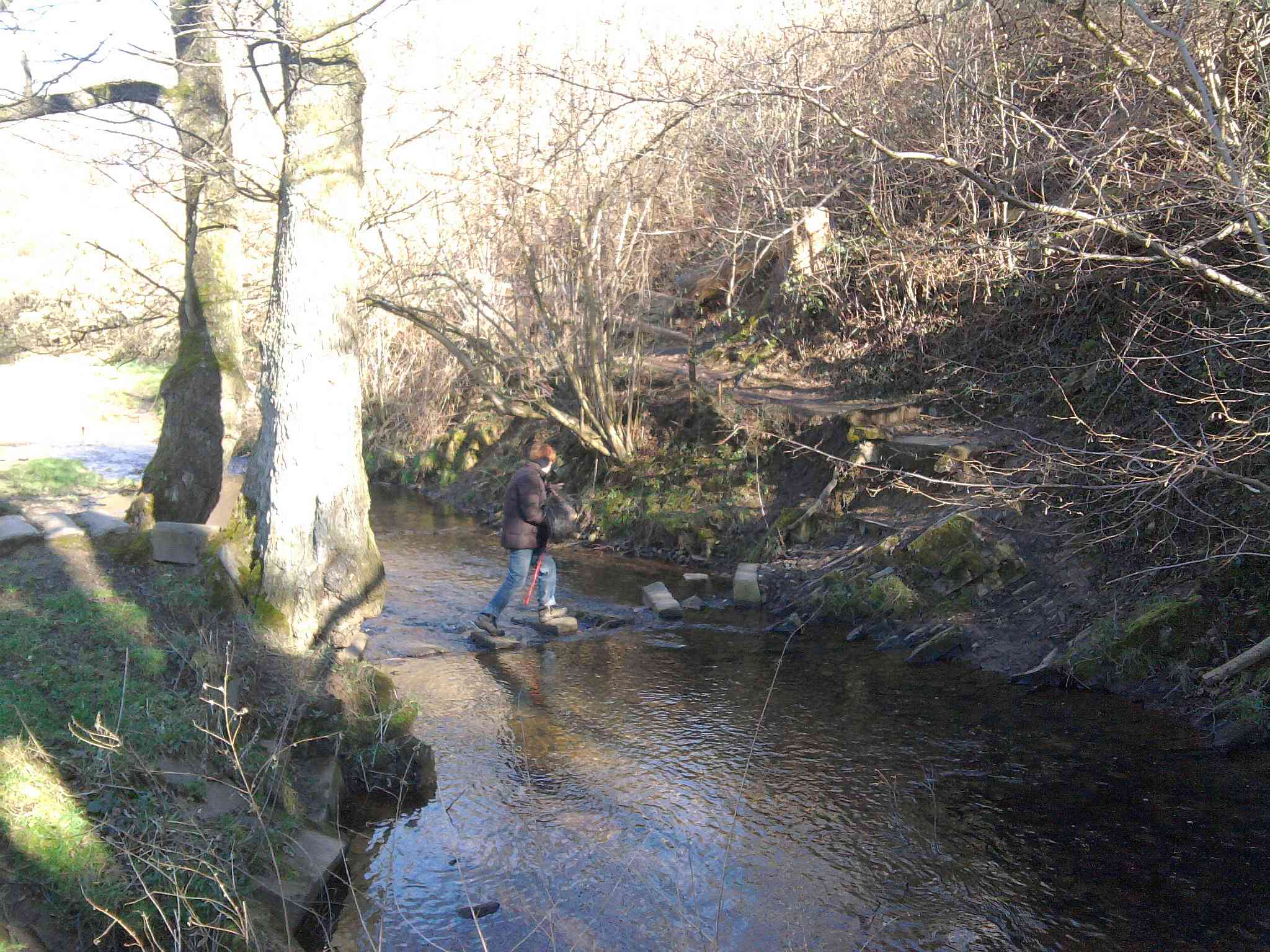

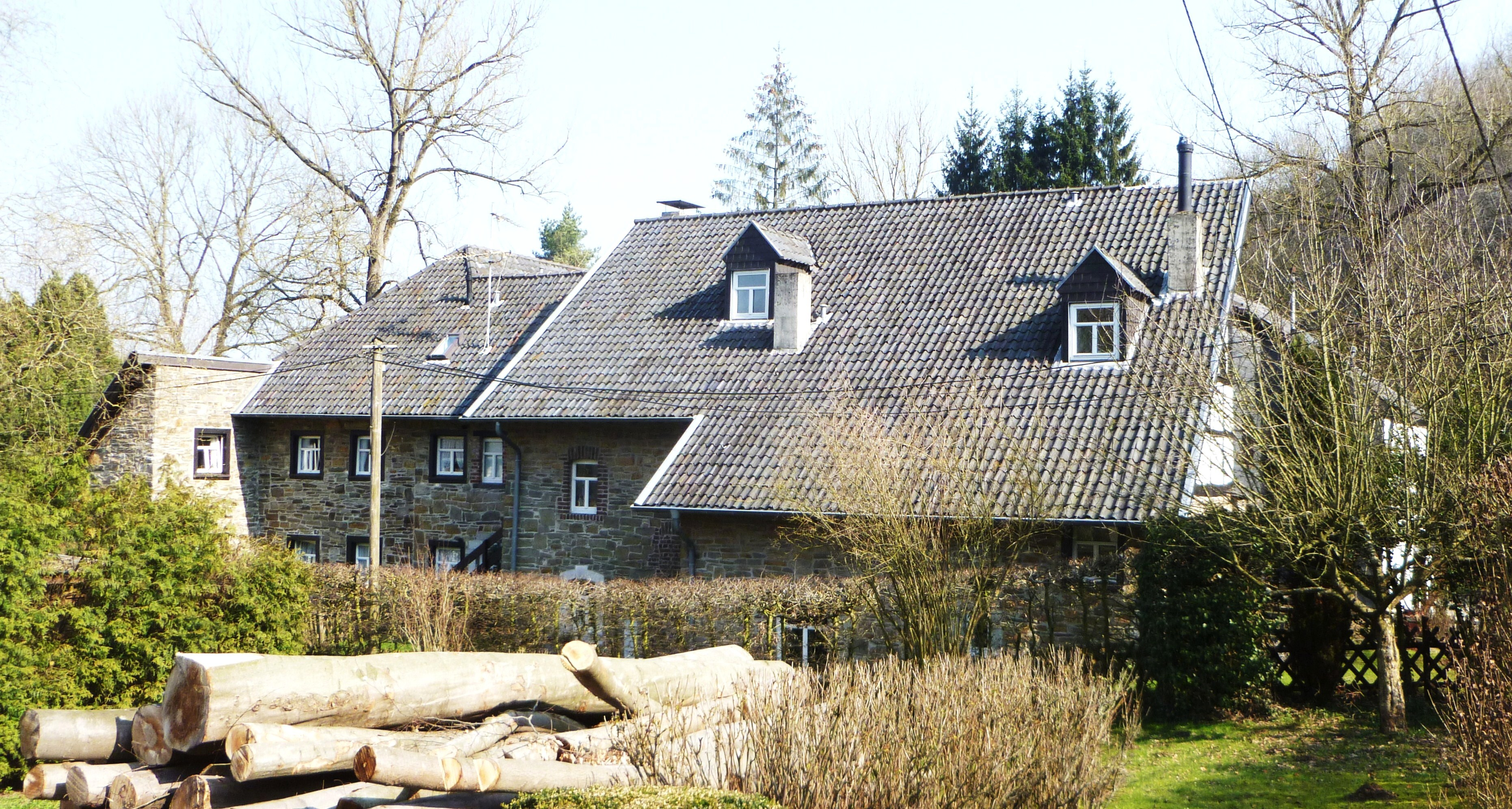

伊特河（德語：Iterbach）是西歐的河流，流經比利時和德國，該河流屬於因德河的支流，河道全長15.4公里，流域面積38.5平方公里，發源自拉倫以南。